# Neoromanik

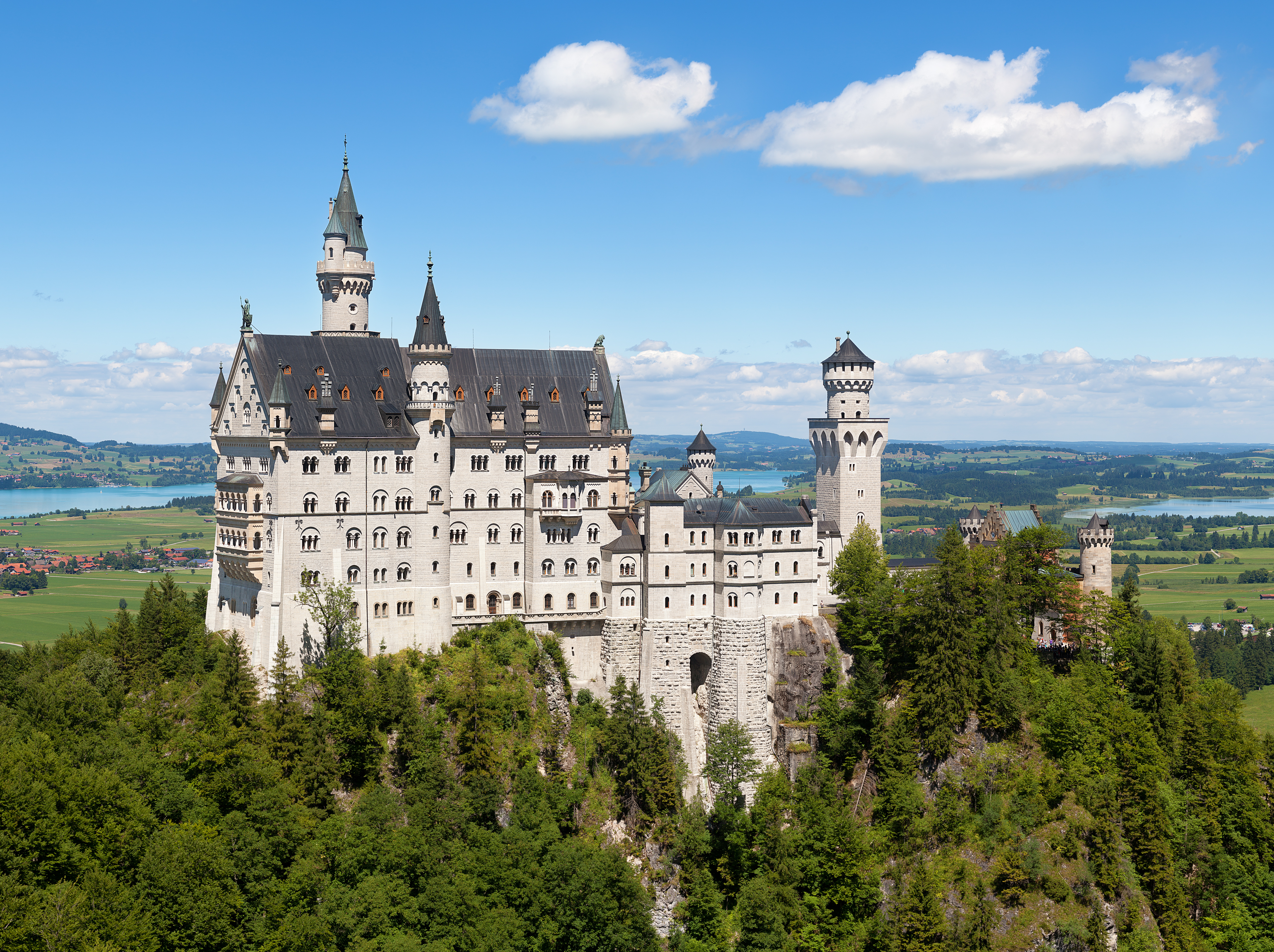
Das neoromanische Schloss Neuschwanstein in Schwangau

Die Neoromanik (von altgriechisch νέος néos, deutsch ‚neu‘) oder Neuromanik ist ein europäischer Kunststil des 19. Jahrhunderts. Künstler, vor allem Architekten, griffen damals auf Vorbilder der vergangenen zwei Jahrtausende zurück – in diesem Falle auf die Romanik. Daneben gab es jedoch auch Neugotik, Neorenaissance, Neubarock und die Vereinigung mehrerer dieser Stilrichtungen in einem Werk (sogenannter Eklektizismus), die gemeinsam in der Stilgeschichte als Historismus bezeichnet werden.

## Entwicklung
Rückgriffe auf die Romanik gab es, seit diese von anderen Stilen abgelöst worden war. Rückgriffe auf die romanische Architektur in der Zeit der Spätgotik und der Renaissance werden allerdings zumeist als retrospektive Architektur bezeichnet, was auch Rückgriffe auf andere Stile beinhalten kann. So wurde die Pfarrkirche St. Martin im schweizerischen Kanton Zug Mitte des 14. Jahrhunderts durch eine wesentlich größere ersetzt. Das Schiff wurde später barockisiert, aber der Turm ist abgesehen vom Dach original erhalten – mit „romanischen“ Koppelfenstern. In der spätgotischen Maria-Magdalenen-Kirche in Münnerstadt, Unterfranken, wurde nach der Durchsetzung der Gegenreformation das Mittelschiff 1605–1612 ersetzt, zwar mit spätgotischen Flamboyantstil-Obergaden, aber mit Flachdecke, ungegliederten Hochschiffswänden und Rundbogenarkaden nach Vorbildern aus der Frühromanik, etwa dem 1040 bis 1075 errichteten Würzburger Dom. Der heute älteste Teil der Dorfkirche Hohennauen im brandenburgischen Havelland ist der Backsteinturm in romanischen Formen. Er wurde von Grund auf 1596 errichtet, nicht nur (wie lange vermutet) sein Glockengeschoss.
Von den zahlreichen in der frühen Neuzeit in der östlichen Peripherie Frankreichs errichteten Kirchen, die größtenteils dem style classique zugerechnet werden, greifen einige eher auf die Romanik zurück, als auf antike Vorbilder. Schon im 17. Jahrhundert finden sich dezidiert romanische Details.
Wegbereiter der Neuromanik in Deutschland und im europaweiten Rahmen waren Heinrich Hübsch 1828 mit In welchem Style sollen wir bauen?, einer allgemeinen Favorisierung des Rundbogenstils; dann Rudolf Wiegmann 1829 mit einer Reaktion auf Hübsch und vor allem 1841 mit Gedanken über die Entwicklung eines zeitgemäßen nationalen Baustils, worin er im Vergleich zu der in Frankreich entwickelten Gotik die „deutsche Romanik“ als deutscher beurteilte. Zu den ersten Architekten der Neuromanik zählen Johann Claudius von Lassaulx (1781–1848, Architekt seit etwa 1812) und Friedrich von Gärtner (1791–1847, Veröffentlichungen seit 1819, Architekt seit etwa 1827), dessen Rundbogenstil neben der Romanik auch andere Einflüsse zeigte. Da der kunstgeschichtliche Begriff der „Romanik“ gerade erst 1818 geprägt wurde, wurden anfänglich die Bezeichnungen „byzantinischer Stil“, „Rundbogenstil“ oder auch „altchristlicher Stil“ gleichwertig verwendet. Die Vorliebe für Neoromanik im Deutschen Reich aus Aversion gegen Französisches darf nicht darüber hinwegtäuschen, dass es in Frankreich mit seinem immensen Bestand an romanischer Architektur verschiedener regionaler Schulen auch einige Motivation gab, neoromanisch zu bauen.

## Sakralbauten

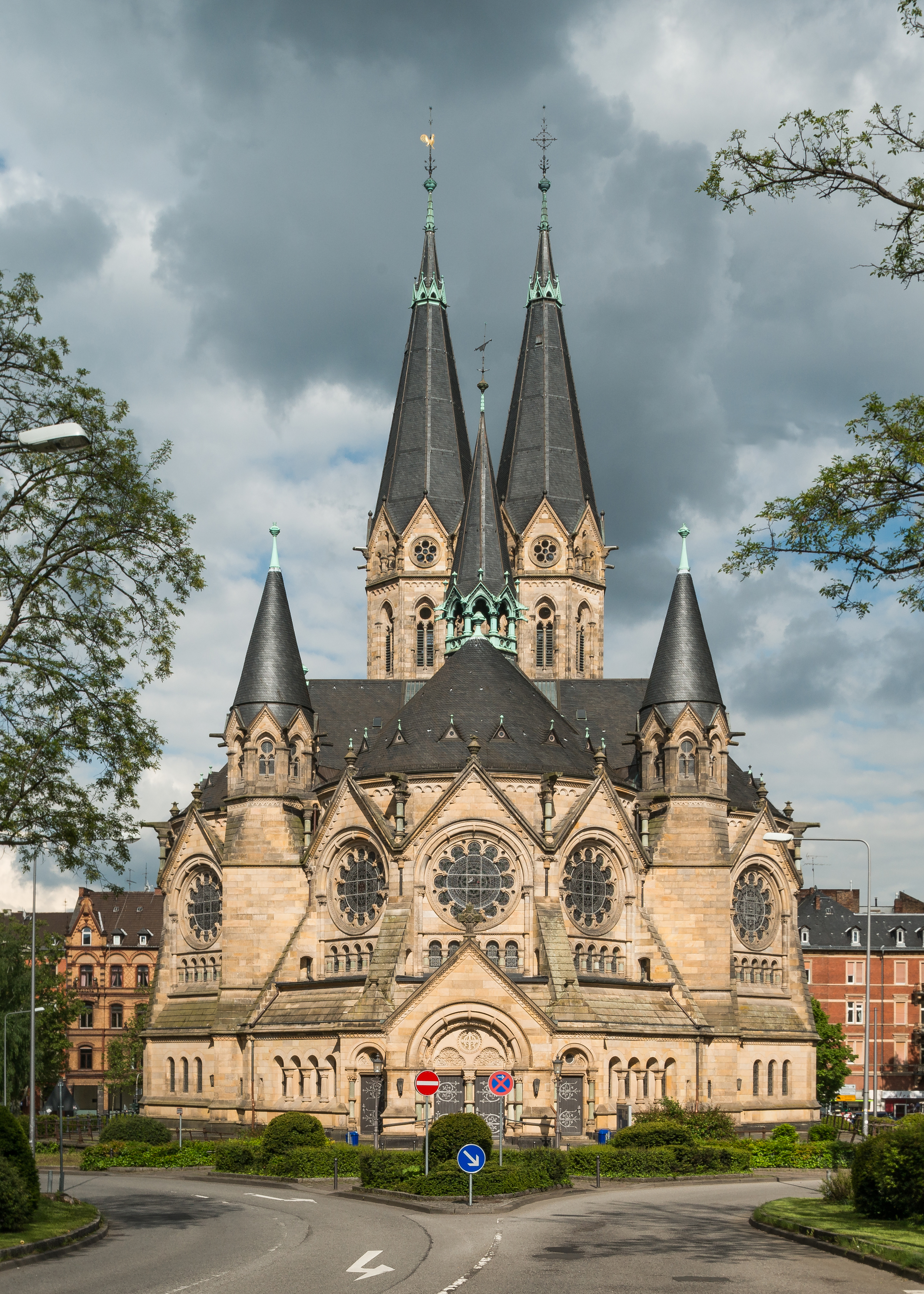
Ringkirche Wiesbaden

Für den protestantischen Kirchenbau erlaubte das 1861 publizierte Eisenacher Regulativ als Stil neben der altchristlichen Basilika die mittelalterlichen Formen der Romanik und Gotik. Der Höhepunkt der Neuromanik ist 1891 mit dem Wiesbadener Programm über den evangelischen Kirchenbau anzusetzen. Der Stil reicht über das Ende des eigentlichen Historismus um die Jahrhundertwende hinaus bis in die 1950er-Jahre. Die Bautätigkeit der Neuromanik hatte ihren Schwerpunkt im Kirchenbau. Durch die Industrialisierung gab es in den stark wachsenden Städten dazu ein reiches Betätigungsfeld. Im katholischen Süden des deutschsprachigen Raumes ist der Stil dagegen seltener.
Manche Abweichungen vom romanischen Formenkanon im engeren Sinne lassen sich von mittelalterlichen Vorbildern ableiten. Wie am Beispiel der Kathedrale von Périgueux zu erkennen, gab es in der Romanik Südwestfrankreichs einige byzantinische Einflüsse. In Deutschland entstand nach Beginn der Gotik im französischen Kronland eine umfangreiche spätromanische Architektur mit gotischen Kreuzrippengewölben in Verbindung mit romanischen Außenmauern, v. a. rundbogigen Fenstern und Portalen. Eine eindeutige Abweichung von mittelalterlicher Romanik liegt in der Verwendung ausgereiften Maßwerks, das in Wirklichkeit erst über siebzig Jahre nach Beginn der Gotik aufgekommen war. Die Grundrisse neuromanischer Kirchen konnten originalgetreu sein, gotische Formen wie Joche rechteckigen Grundrisses  übernehmen, oder auch Neuschöpfungen des 19. und 20. Jahrhunderts sein. Da die mittelalterliche Romanik teilweise sparsam mit Verzierungen gewesen war, war Neuromanik gerade auch in der Spätphase des Historismus beliebt. Auch im Altarbau spricht man von Neuromanik. Da in der Romanik jedoch keine Altaraufbauten verwendet wurden, sind „neuromanische“ Hochaltäre oft im Grunde neugotische Altäre, die anstelle von Spitzbögen Rundbögen verwenden und auf Fialen verzichten. Das Fehlen historischer Vorbilder führte immerhin dazu, dass im historistischen Altarbau unter dem Etikett der „Neuromanik“ kreativ mit Formen und Aufbau umgegangen wurde und entsprechende Altäre oftmals spielerischer erscheinen als jene der Neugotik.

## Profanbauten

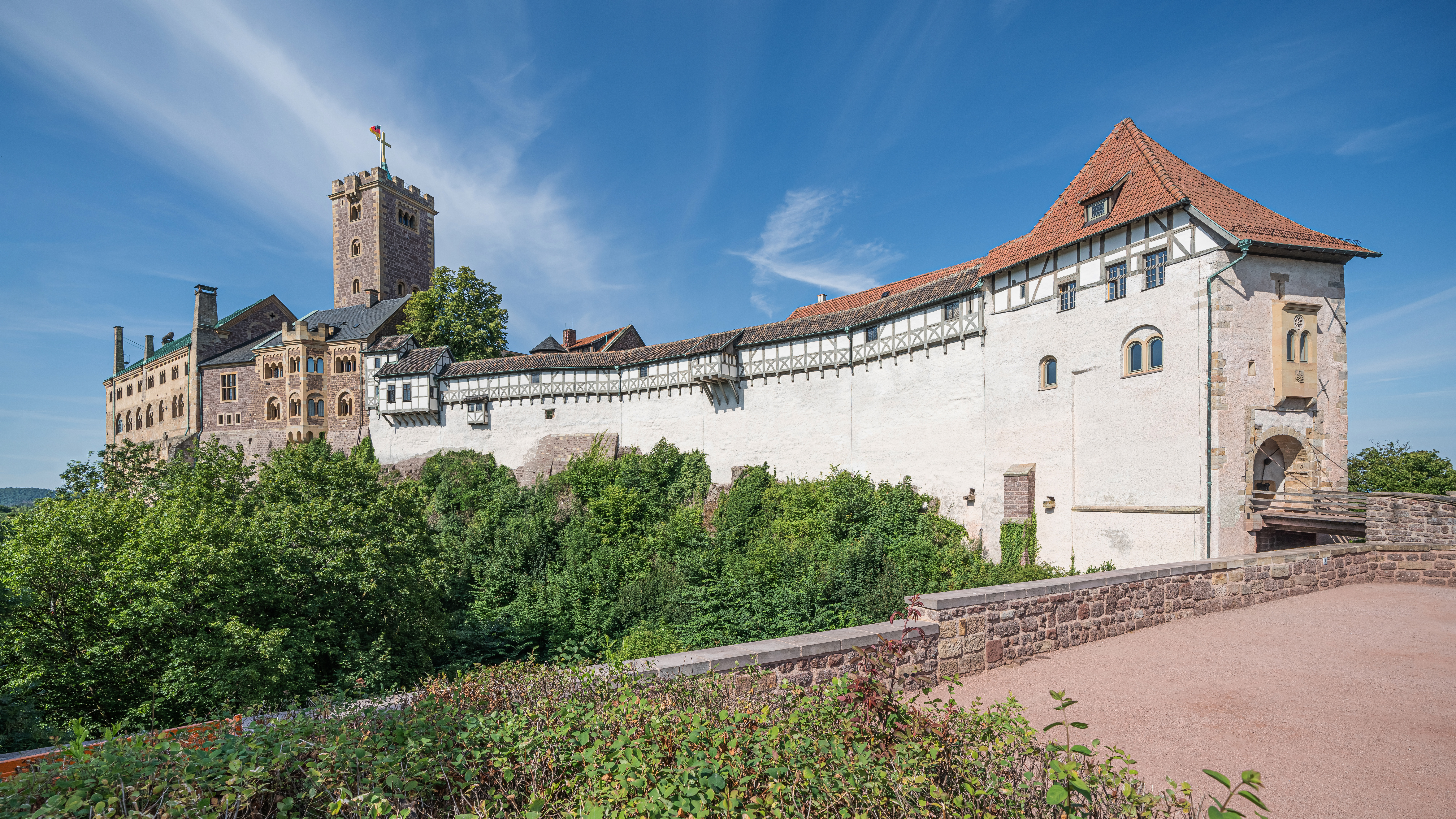
Wartburg Eisenach

Bedeutende romanische Profanbauten des Mittelalters hatten in nachfolgenden Stilperioden wechselvolle Geschichten von Modernisierungen und Verfall durchlaufen. Bei ihrer Rekonstruktion wurden verschwundene Bauteile nicht selten fantasievoll ersetzt. Hinzu kamen romantisch inspirierte Neubauten von Schlössern und Villen.
Beispiele für Renovierungen im Schlösser- und Burgenbau, die mit Neubauten verlorener Gebäudeteile, Treppen, Fenster etc. und vor allem mit neuromanischen Innenausstattungen einhergingen, sind der Wiederaufbau der romanischen Wartburg bei Eisenach, der Kaiserpfalz Goslar oder der Burg Liechtenstein bei Wien. Als berühmtestes neuromanisches Gebäude überhaupt kann Schloss Neuschwanstein gelten, das jedoch neugotische Türme und eine eklektizistische Innenausstattung hat.
Als die „deutsche Romanik“ als deutscher Nationalstil gefeiert wurde, wurde im wilhelminischen Deutschland die Neuromanik als „echter“ deutscher Stil zunehmend auch für öffentliche Profanbauten wie Postämter, Regierungsgebäude oder Verkehrsbauten verwendet. Bekannte Vertreter sind z. B. das Preußische Regierungsgebäude in Koblenz sowie die Bahnhöfe Metz-Ville und Worms Hauptbahnhof. Darüber hinaus wurde eine Unzahl kleiner Bahnhöfe in neuromanischem Stil errichtet. Da die Baukörper funktionell oder klassizistisch geprägt waren, fällt das Dekor oft nur bei genauer Betrachtung als neuromanisch auf.

## Beispiele

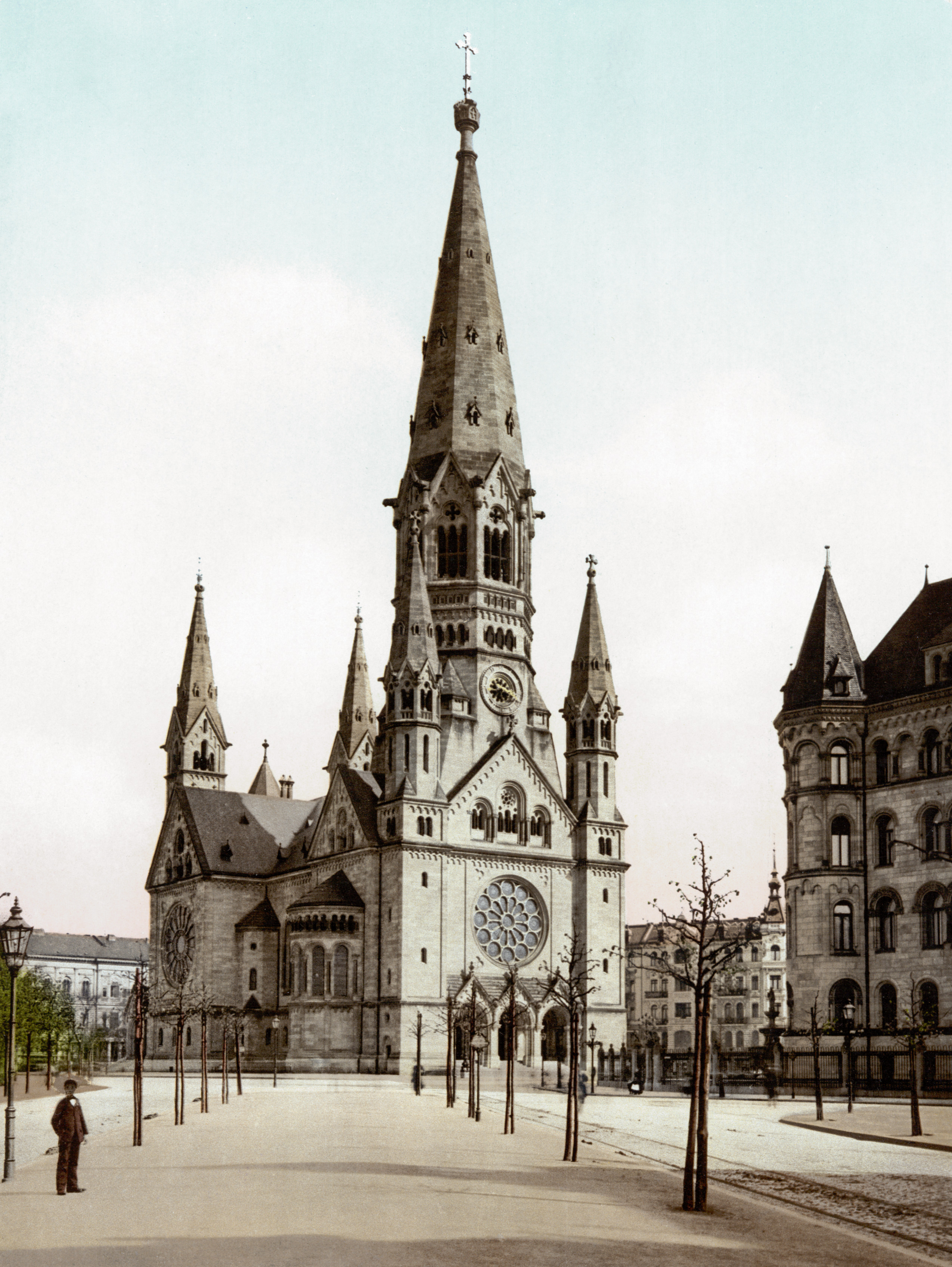
Kaiser-Wilhelm-Gedächtniskirche Berlin (um 1900)

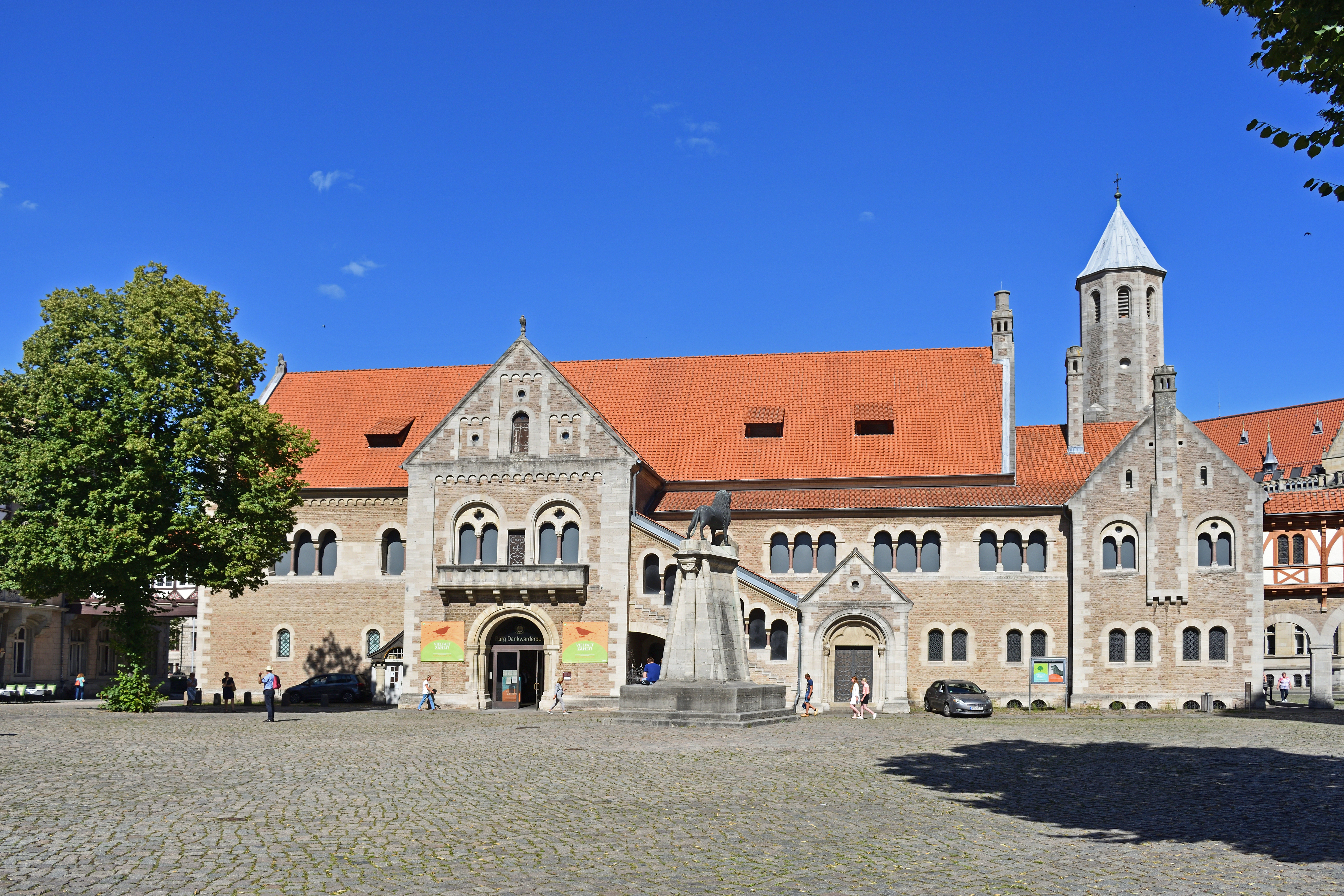
Burg Dankwarderode Braunschweig

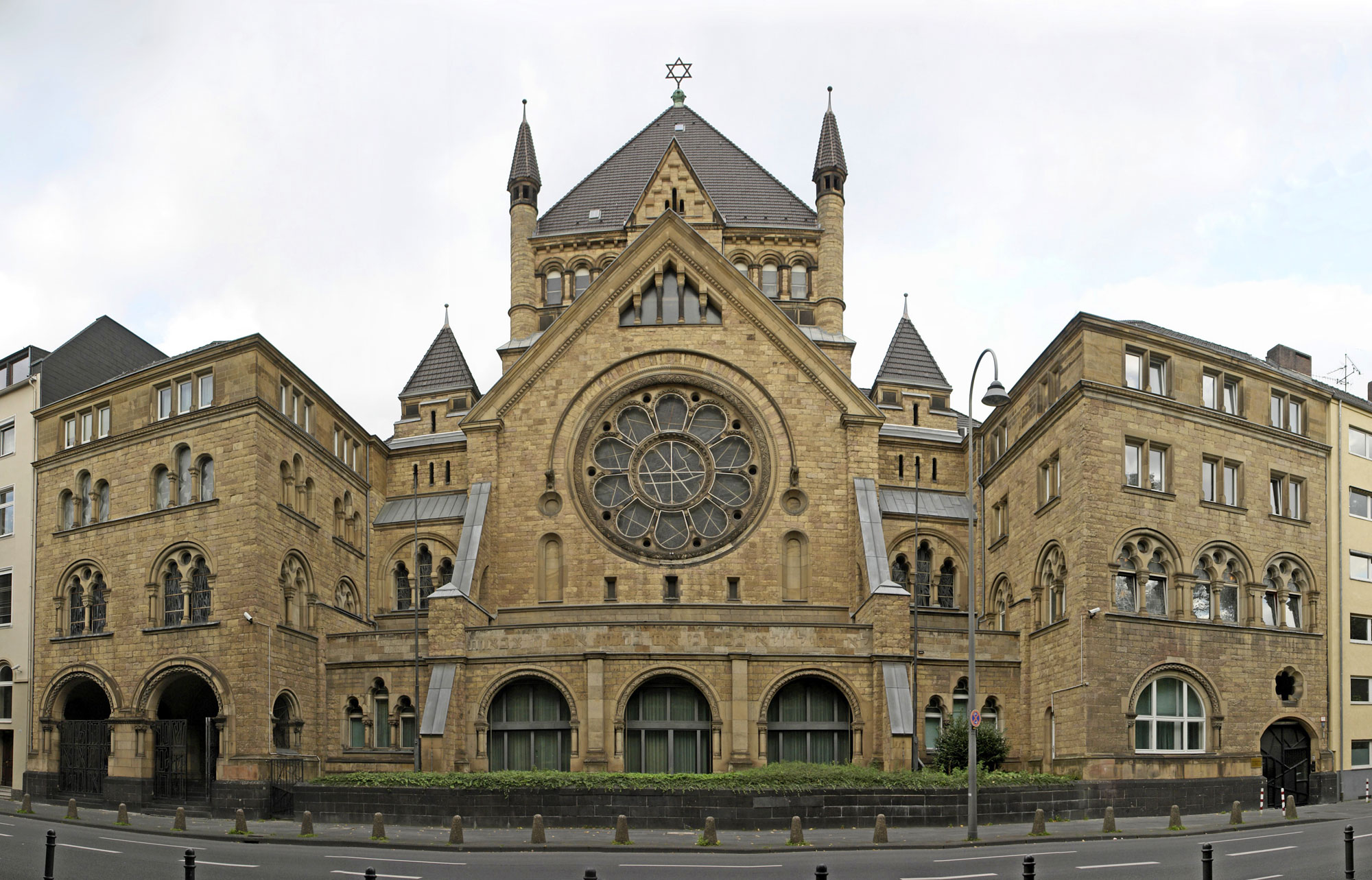
Synagoge Köln

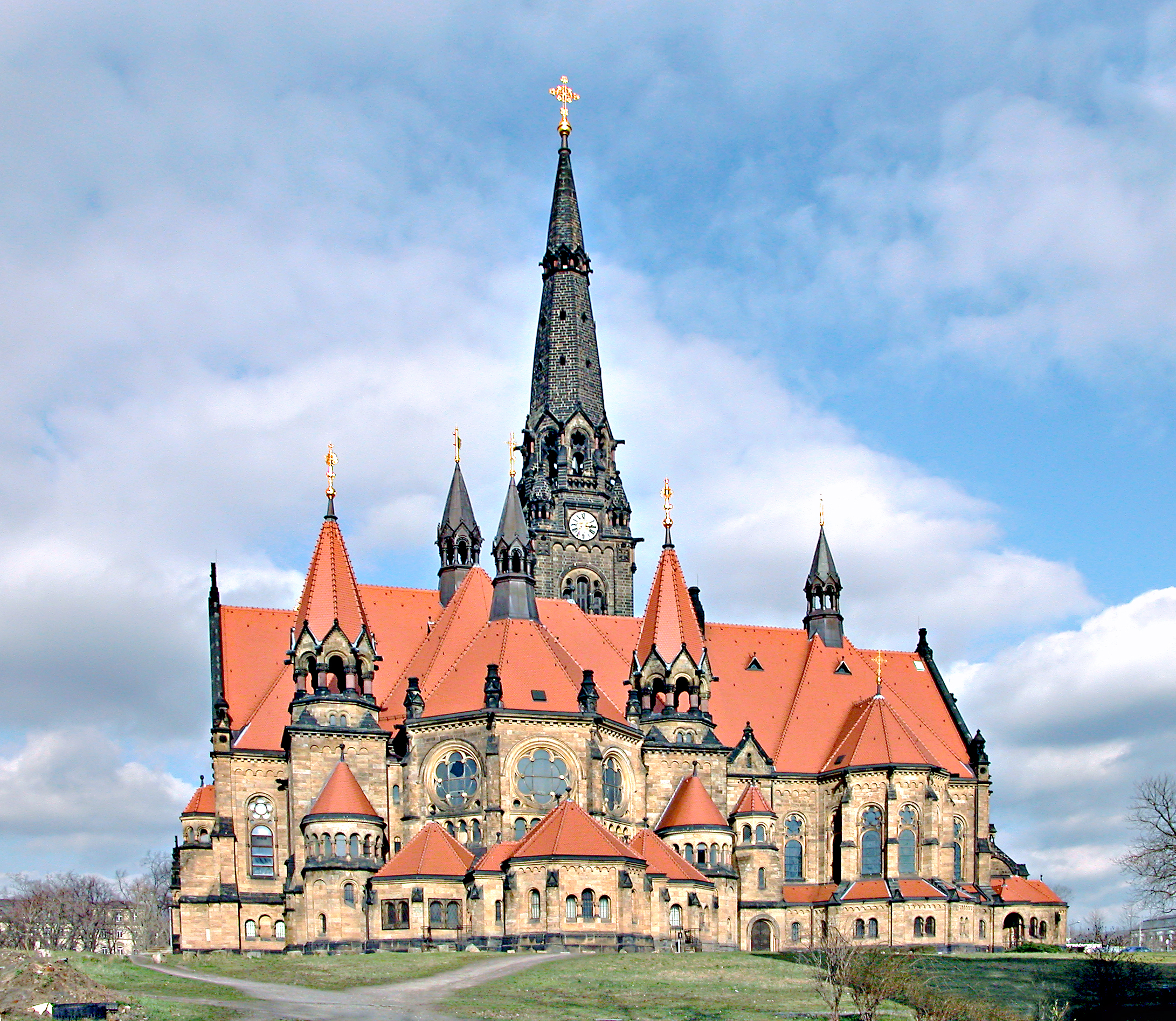
Garnisonkirche Dresden

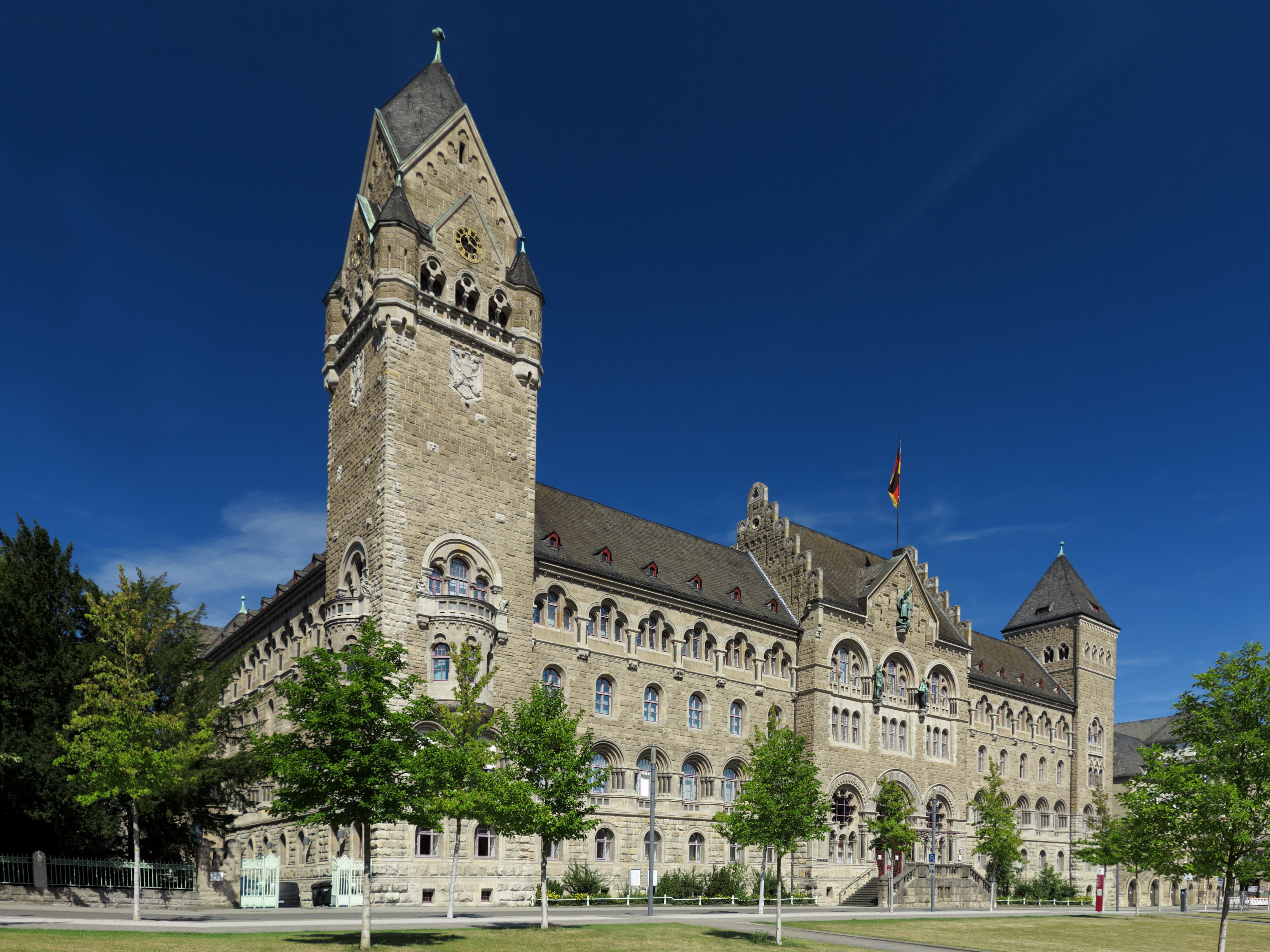
Regierungsgebäude Koblenz

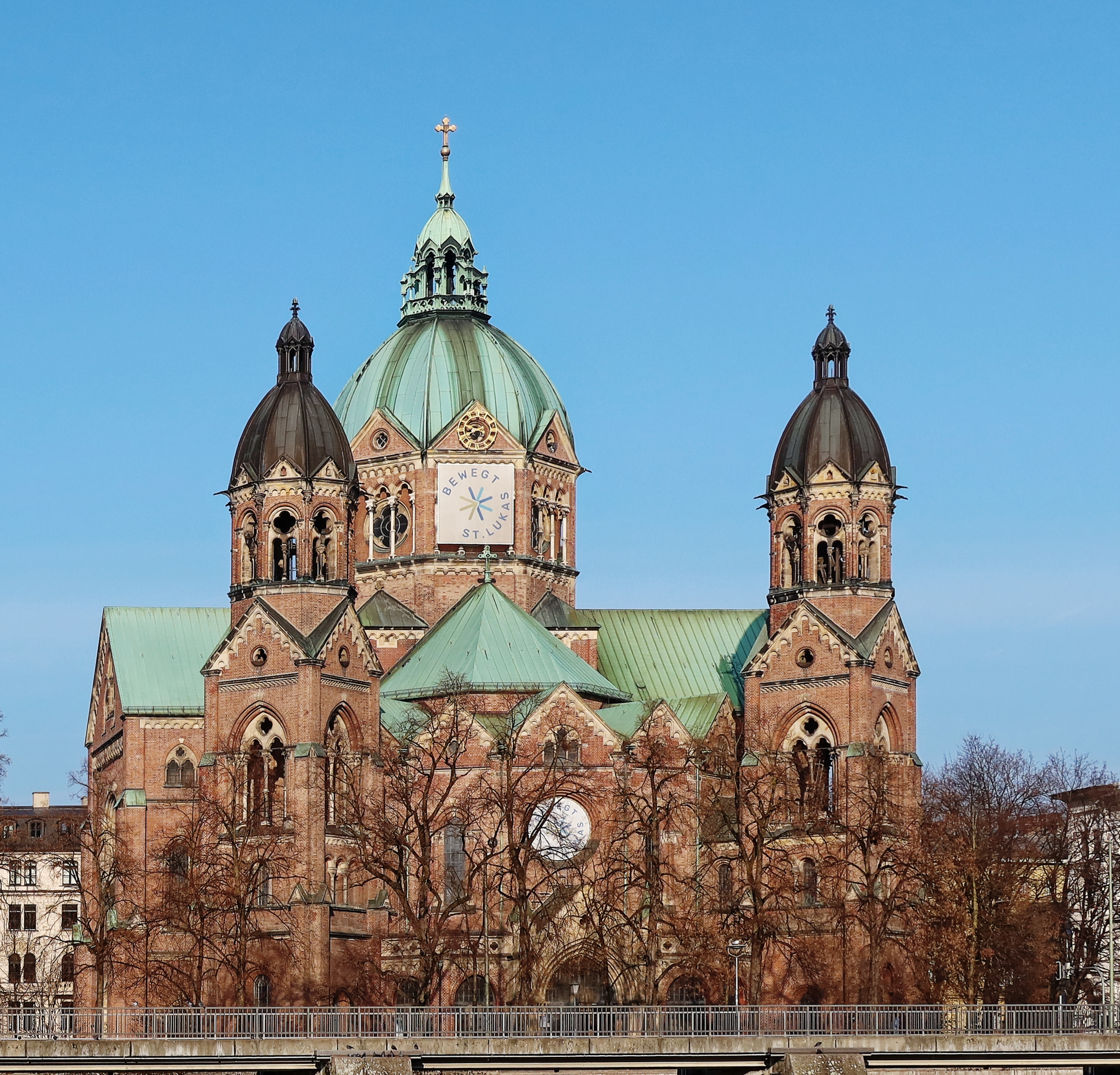
Lukaskirche München

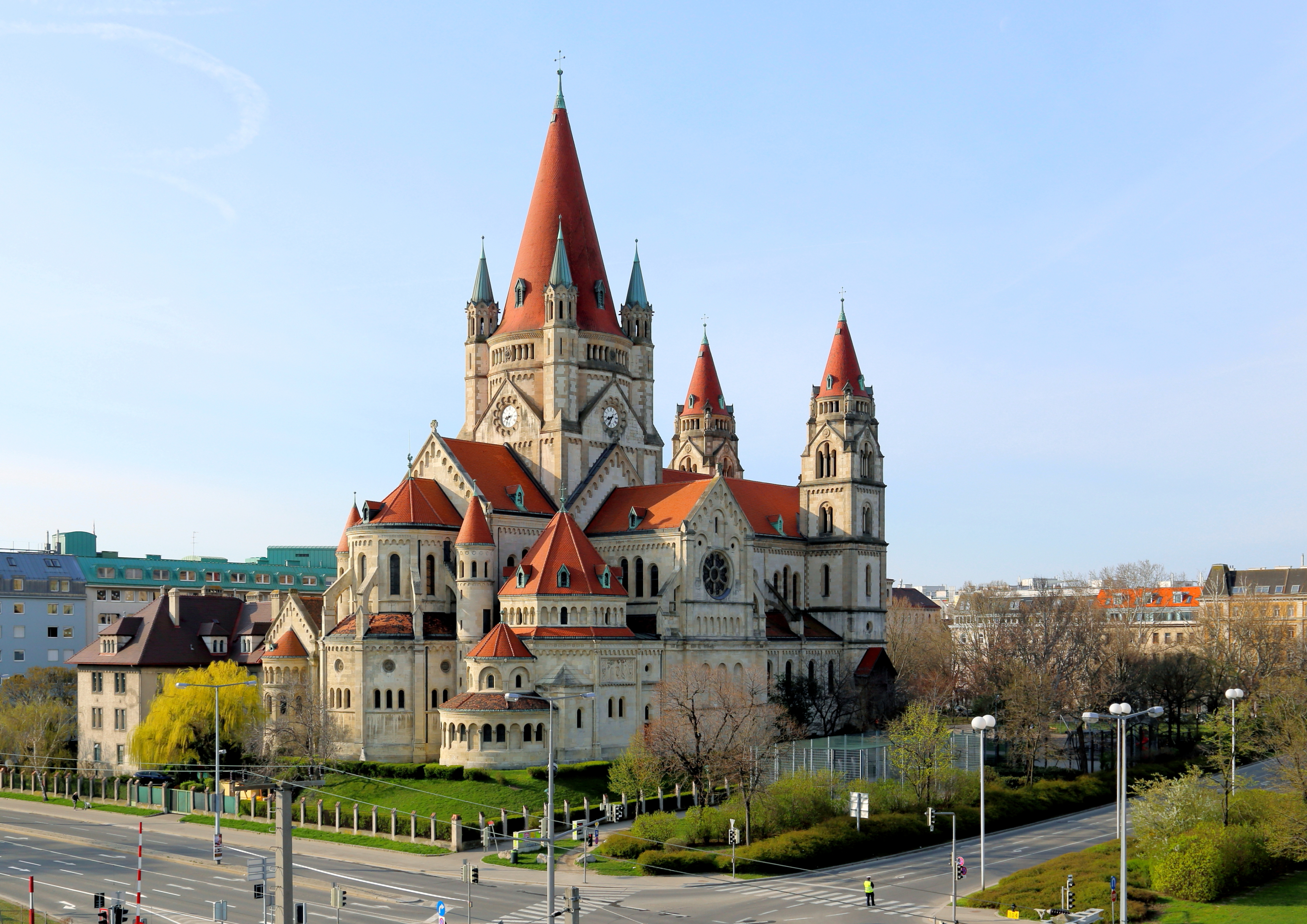
Kaiser-Franz-Joseph-Jubiläumskirche Wien

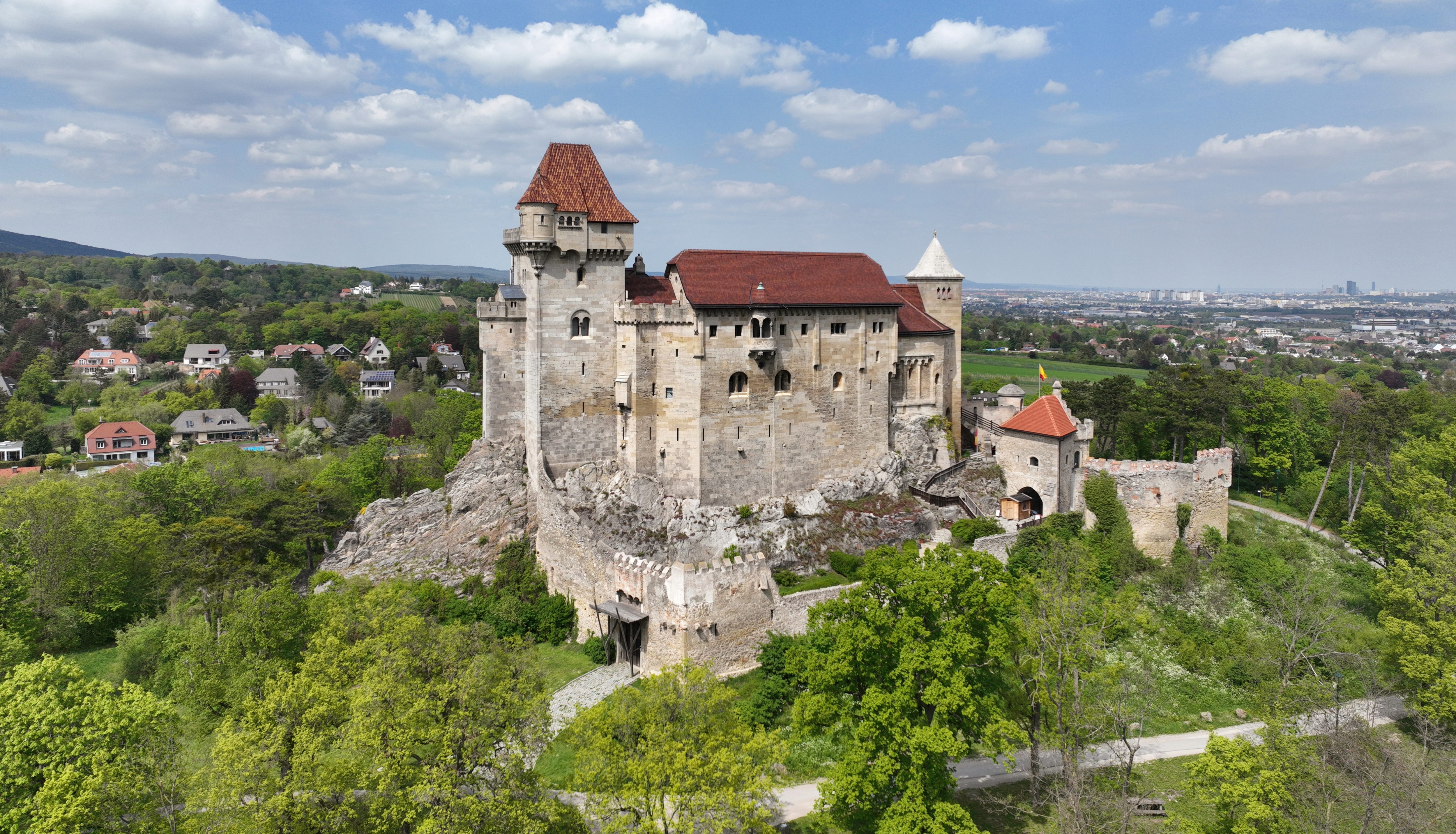
Burg Liechtenstein Maria Enzersdorf

Die Beispiele sind nach Entstehungszeiten geordnet, obwohl die Gestaltungen mindestens ebenso davon abhängen, welche Phase der mittelalterlichen Romanik zum Vorbild genommen wurde.

### Deutschland
- 1488/1489 bzw. 1564 Turmobergeschosse des Augsburger Doms
- 1596 Turm der Dorfkirche Hohennauen, Landkreis Havelland
- 1605–1616 Mittelschiff der Maria-Magdalena-Kirche in Münnerstadt, Unterfranken
- 1824–1827 St. Martin (CC) in Valwig an der Mosel,
- 1826–1842 St. Menas in Koblenz-Stolzenfels
- 1828–1832 Unterbarmer Hauptkirche in Wuppertal, Architekt Heinrich Hübsch
- 1829–1839 Alte Ludwigskirche (1839–1944) in Freiburg, Architekt Heinrich Hübsch
- 1831 Rosenburg in Kessenich (Bonn), Architekt Carl Alexander Heideloff
- 1847–1890 Restaurierung und Wiederaufbau der Wartburg in Eisenach, Architekt Hugo von Ritgen
- 1854–1858 Westbau des Speyerer Doms, Architekt Heinrich Hübsch
- 1868–1879 Renovierung der Kaiserpfalz in Goslar
- 1869 Baubeginn Schloss Neuschwanstein bei Füssen (unvollendet)
- 1876–1881 Matthäuskirche in Stuttgart, Architekt Konrad Dollinger
- 1884–1886 St. Cäcilia in Harsum, Architekt Christoph Hehl, Bauleiter Eduard Endler
- 1887–1892 St. Anna im Lehel in München, Architekt Gabriel von Seidl
- 1887–1906 Burg Dankwarderode in Braunschweig, Architekt Ludwig Winter
- 1888–1895 St. Benno in München, Architekt Leonhard Romeis
- 1890–1892 Friedenskirche Stuttgart (erhaltener Turm), Architekt Konrad Dollinger
- 1891–1895 Kaiser-Wilhelm-Gedächtniskirche in Charlottenburg (heute Berlin), Architekt Franz Heinrich Schwechten
- 1892–1894 Ringkirche in Wiesbaden, Architekt Johannes Otzen
- 1893–1898 Erlöserkirche in Jerusalem, Architekten Friedrich Adler und Paul Groth
- 1893–1900 Garnisonkirche St. Martin in Dresden, Architekten Hermann Viehweger und William Lossow
- 1894–1897 Johannes-Basilika in Berlin, Architekt August Menken
- 1894–1898 Friedhofskirche in Wuppertal-Elberfeld, Architekt Johannes Otzen
- 1894–1899 Adalberokirche in Würzburg, Architekt Franz Josef Ritter von Denzinger
- 1895–1901 St. Maximilian in München, Architekt Heinrich Freiherr v. Schmidt
- 1896–1899 St.-Anna in Neuenkirchen, Architekt Wilhelm Rincklake
- 1897–1900 Annakirche in Zabrze (Hindenburg O.S.), heute Polen, Architekt Stahl
- 1898–1900 St.-Johannes-Evangelist-Kirche (Berlin) in Berlin, Architekt Max Spitta
- 1899 Synagoge in Baden-Baden, Architekt Ludwig Levy
- 1899 Bismarck-Mausoleum in Friedrichsruh, Architekt Ferdinand Schorbach
- 1899–1905 St.-Antonius-Basilika in Rheine, Architekt Franz Klomp
- 1900–1903 Herz-Jesu-Kirche in Koblenz, Architekt Ludwig Becker
- 1901 Einweihung Christuskirche in Altenmünster, Architekt Rudolf Hofmann
- 1901 Einweihung St. Elisabeth in Stuttgart-West, Architekt Joseph Cades
- 1901–1906 Landgericht Berlin, Architekten Hermann Dernburg und Ernst Petersen
- 1902–1903 Erlöserkirche in Mirbach (Eifel), Architekten Max Spitta und Franz Schwechten
- 1902–1906 Preußisches Regierungsgebäude in Koblenz, Architekt Paul Kieschke
- 1903–1906 Erzbischöfliches Ordinariat in Freiburg im Breisgau, Architekt Raimund Jeblinger
- 1903–1908 Erlöserkirche in Bad Homburg vor der Höhe, Architekt Max Spitta
- 1904 (Einweihung) Hauptbahnhof in Worms, Architekt Karl Hofmann
- 1904 bis 1906 Maria-Magdalenen-Kirche in Marne, Architekt Wilhelm Voigt
- 1905–1906 Martinskirche in Hundersingen (mit kompletter historistischer Ausstattung), Architekt Joseph Cades
- 1905–1908 Lutherkirche in Chemnitz (Chemnitz-Lutherviertel), Architekt Otto Kuhlmann
- 1905–1913 Residenzschloss Posen, Architekt Franz Schwechten
- 1906–1908 Dreifaltigkeitskirche in Offenburg, Architekt Johannes Schroth
- 1906–1908 St. Michael in Bremen-Vegesack-Grohn, Architekt Karl Mohrmann
- 1907–1913 Erlöserkirche in Gerolstein, Architekt Franz Heinrich Schwechten
- 1908–1910 Herz-Jesu-Kirche in Aachen-Burtscheid, Architekt Josef Kleesattel
- 1910–1913 „Saardom“ (Pfarrkirche Heilig Sakrament) in Dillingen/Saar, Architekt Peter Marx
- 1911–1915 Mausoleum von Schloss Bückeburg, Architekt Paul Otto August Baumgarten
- 1912–1914 Heilig Kreuz-Kirche in Gladbeck, Architekt Otto Müller-Jena

### China
- 1931–1934 St.-Michaels-Kathedrale in Qingdao, Architekt Alfred Fräbel

### Dänemark
- 1864–1876 Viborg Domkirke

### Frankreich
- 16. Jh. Kirche Saint-Rémi[2] (CC) in Méry-sur-Marne
- 1849–1856 Kirche Saint-Martial (CC) in Angoulême
- 1852–1867 Kathedrale von Marseille
- 1859–1863 Kirche Notre-Dame de Clignancourt (CC) in Paris
- 1862–1866 Saint-Hilaire (CC) in Niort, Poitou,
- 1863–1872 St-Pierre de Montrouge in Paris
- 1865/1866 Basilika St Denys in Argenteuil, Département Val-d’Oise
- 1867–1876 Notre-Dame-des-Champs in Paris
- 1867–1870 und 1909|1910 Kirche Saint-Blaise (CC) in Bogy, Département Ardèche
- 1872–1889 St-Donatien-et-St-Rogatien in Nantes
- 1884–1886 Synagoge Versailles, Architekt Alfred-Philibert Aldrophe
- 1884–1901 Basilika St-Ferjeux, Besançon

davon zur Bauzeit Deutsches Reich:
- 1889–1893 Saint-Pierre-le-Jeune catholique in Straßburg, Architekten Skjøld Neckelmann und August Hartel
- 1874–1877 Temple Neuf in Straßburg, Architekt Émile Salomon
- 1896–1898 Hauptsynagoge in Straßburg, Architekt Ludwig Levy
- 1901–1904 Temple Neuf in Metz, Architekt Stadtbaumeister Conrad Wahn
- 1905–1908 Bahnhof Metz-Ville in Metz, Architekt Jürgen Kröger

### Großbritannien
- 1873–1881 Natural History Museum in London, Architekt Alfred Waterhouse

### Irland
- 1840–1865 St. Patrick's Church, Ballyshannon, NIAH 40852044 Donegal
- 1865–1879 Kathedrale von Thurles, County Tipperary
- 1880–1908 SS. Peter and Paul's Church NIAH 22117021, Clonmel, County Tipperary
- 1940–1945 Church of the Sacred Heart NIAH 40805018, Carndonagh, Donegal
- 1958–1965 Katholische Kathedrale von Galway

### Italien
- 1866–1893 San Tommaso di Canterbury in Rom, Architekt Virgilio Vespignani
- 1897–1899 Herz-Jesu-Kirche in Bozen, Architekt Johann Bittner

### Kroatien
- 1866–1882 Kathedrale zu Đakovo, Architekten Carl Roesner und Friedrich von Schmidt

### Österreich
- 1896–1902 Antonskirche in Wien, Architekt Franz von Neumann
- 1898–1913 Kirche zum heiligen Franz von Assisi (auch: Kaiserjubiläumskirche oder umgangssprachlich Mexikokirche) in Wien, Architekt Victor Luntz
- 1904–1906 Herz-Jesu-Kirche in Wien-Landstraße, Architekt Gustav von Neumann
- 1907–1910 Pfarrkirche Neusimmering in Wien-Simmering, Architekt Johann Schneider
- 1908–1909 Pfarrkirche Hetzendorf in Wien-Meidling, Architekten Hubert Gangl und Eugen Ritter von Felgel
- Pfarrkirche Zum Hl. Kreuz in Zirl (Tirol)

### Polen
- 1905–1913 Residenzschloss in Posen, Architekt Franz Schwechten
- 1909–1928 St.-Matthäus-Kirche (św. Mateusz) in Łódź, Architekten Johannes Wende und Franz Schwechten

### Rumänien
- 1896–1901 Millenniumskirche in Timișoara, Architekt Ludwig von Ybl

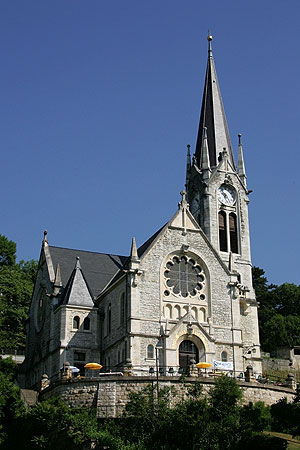
Pasquart-Kirche Biel

### Schweiz
- 1863–1866 Stadtkirche in Glarus, Architekt Ferdinand Stadler
- 1884–1886 Marienkirche in Basel, Architekt Paul Reber
- 1896–1897 Pfarrkirche St. Marien in Wädenswil, Architekt August Hardegger
- 1898–1901 Pauluskirche in Basel, Architekt Karl Moser
- 1899–1902 Pfarrkirche St. Philipp Neri in Reussbühl (Luzern), Architekt Wilhelm Hanauer
- 1901–1903 Pfarrkirche St. Georg in Küsnacht ZH, Architekten Erwin Brunner und Max Meckel
- 1902–1904 Pasquart-Kirche in Biel, Architekt Armin Stöcklin
- 1902–1904 Evangelisch-reformierte Kirche in Weinfelden, Architekten Otto Pfleghard und Max Haefeli
- 1908–1910 Pfarrkirche St. Martin in Olten, Architekt August Hardegger
- 1908–1910 Pfarrkirche Mariä Geburt in Plaffeien, Architekt Humbert Donzelli
- 1922–1923 Zwinglikirche in Grenchen, Architekt Karl Indermühle

### Südamerika
- 1931 (Weihe) Catedral Metropolitana de Medellín, Kolumbien, Architekt Charles Émile Carré
- La Recoleta, in Arequipa, Peru

### Ungarn
- 1895–1902 Fischerbastei in Budapest, Architekt Frigyes Schulek

### Vereinigte Staaten
- 1872–1877 Trinity Church, Boston
- 1930 (Fertigstellung) St. Bartholomew’s Church, New York City, Architekt Bertram Goodhue
- University of California, Los Angeles
- 1907 (Baubeginn) neuromanische Krypta der neugotischen National Cathedral Washington